# Christiane Hölzel
Christiane Hölzel (Leipzig, RDA, 16 de julio de 1981) es una deportista alemana que compitió en remo. Ganó una medalla de plata en el Campeonato Mundial de Remo de 2005, en la prueba de cuatro sin timonel.

## Palmarés internacional
| Campeonato Mundial | Campeonato Mundial | Campeonato Mundial | Campeonato Mundial |
| Año                | Lugar              | Medalla            | Prueba             |
| ------------------ | ------------------ | ------------------ | ------------------ |
| 2005               | Kaizu (Japón)      | Medalla de plata   | Cuatro sin timonel |